# Reichmuth & Co
Reichmuth & Co ist eine auf die Vermögensverwaltung spezialisierte Schweizer Privatbank. Das Unternehmen wurde 1996 in Luzern als Vermögensverwaltungsfirma gegründet und 1998 in eine Bank umgewandelt. Reichmuth & Co ist die jüngste der 14 Schweizer Privatbankiers und ist in Form einer Kommanditaktiengesellschaft mit drei unbeschränkt haftenden Gesellschaftern organisiert.
Der Tätigkeitsbereich umfasst die Vermögensverwaltung und damit verbundene Dienstleistungen für Privat- und Grosskunden sowie institutionelle Kunden, das Corporate Finance sowie Finanzprodukte mit Schwerpunkt Anlagestrategiefonds und Fund of Hedge Funds. Reichmuth & Co beschäftigt 107 Mitarbeiter und verwaltet rund CHF 10 Milliarden Vermögen.